# Plaza de Armas de Copiapó
La Plaza de Armas de Copiapó o también llamada Plaza Prat, está ubicada en el centro de la ciudad de Copiapó, capital de la Región de Atacama, Chile. Fue fundada en 1774 como consecuencia del auge económico y el desarrollo urbanístico que la ciudad vivió a comienzos del siglo XIX. Destaca por su Fontana de la Minería, fuente de mármol que desde 1993 tiene la categoría de Monumento cultural. Esta es una de las únicas plazas del país que mantiene casi intactas sus medidas y ubicación original.

## Historia
La historia de la Plaza de Armas estaría vinculada directamente con la de la ciudad de Copiapó. Fue creada en pleno del desarrollo vivido por la ciudad, a fines del siglo XIX, cuando ésta ya se abría paso como centro de la actividad minera y portuaria del norte del país.

## Fuente Central
Uno de los atractivos que se encuentran en esta plaza es la fuente central esculpida en mármol por los artistas franceses Mili y Rousseu del taller Durand Vossy en el centro de la fuente se encuentra la estatua llamada Fontana de la Minería. Fue declarada Monumentos nacionales de Chile bajo el Decreto Supremo Nº 664.

## Galería

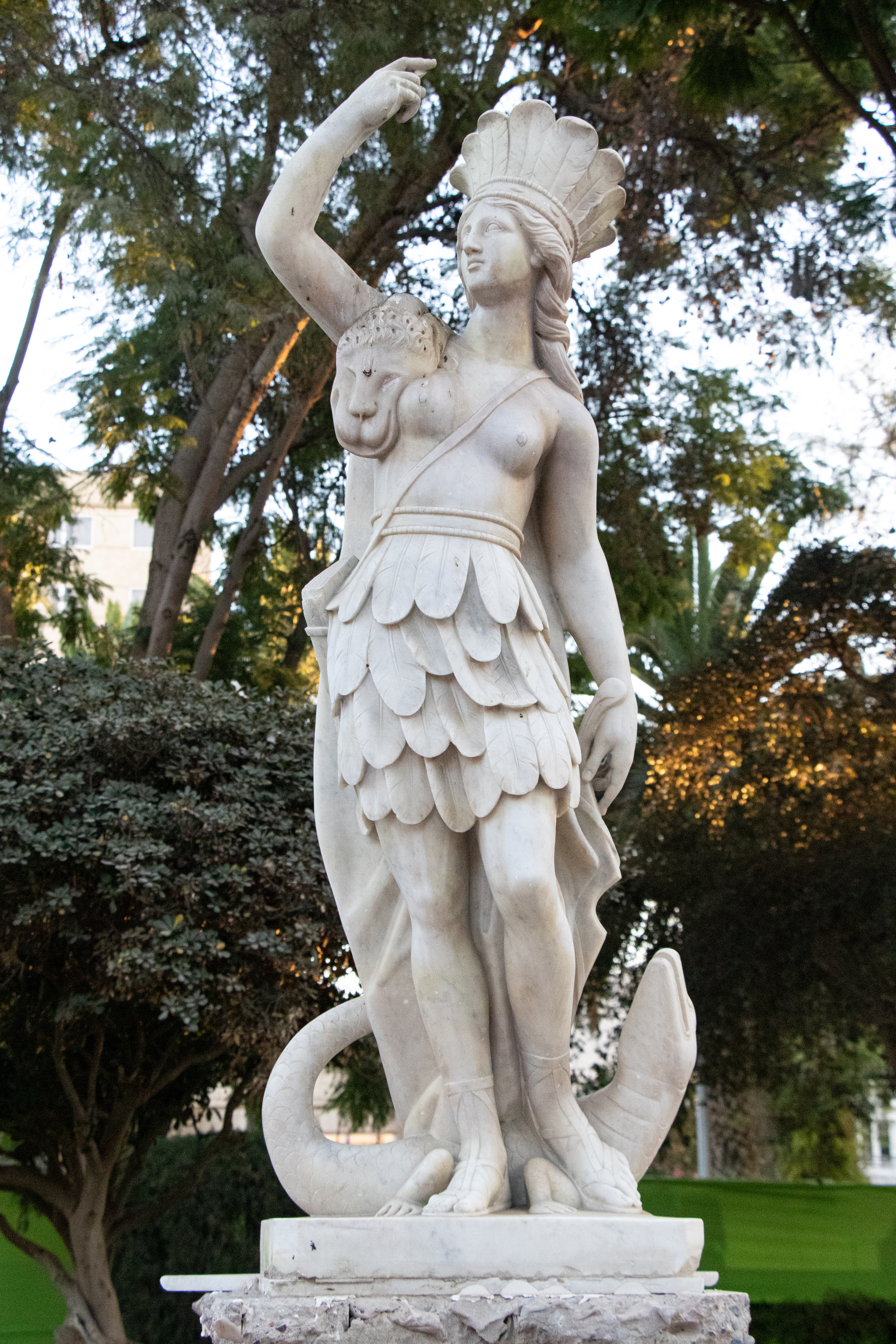
Monumento América
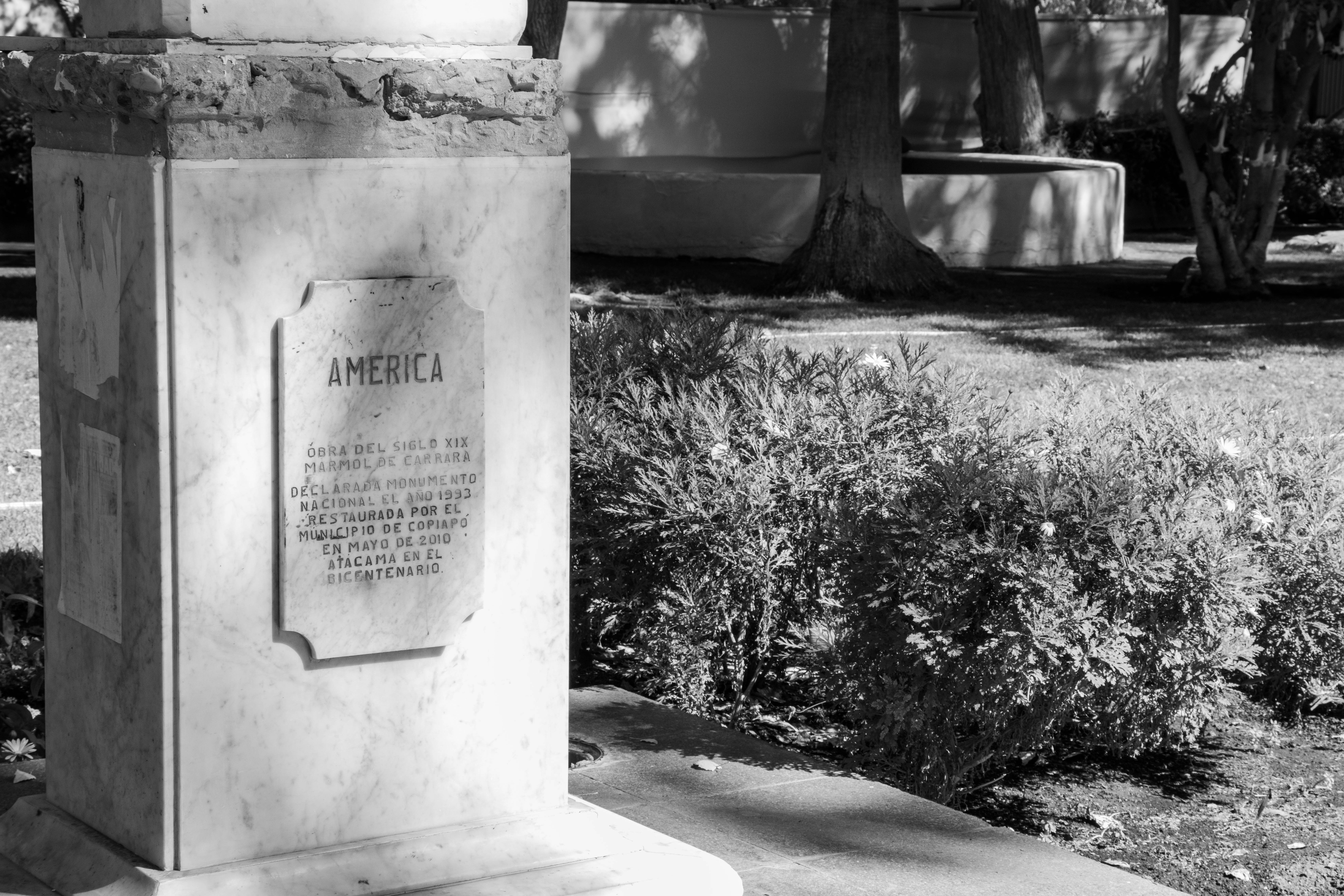
Placa conmemorativa
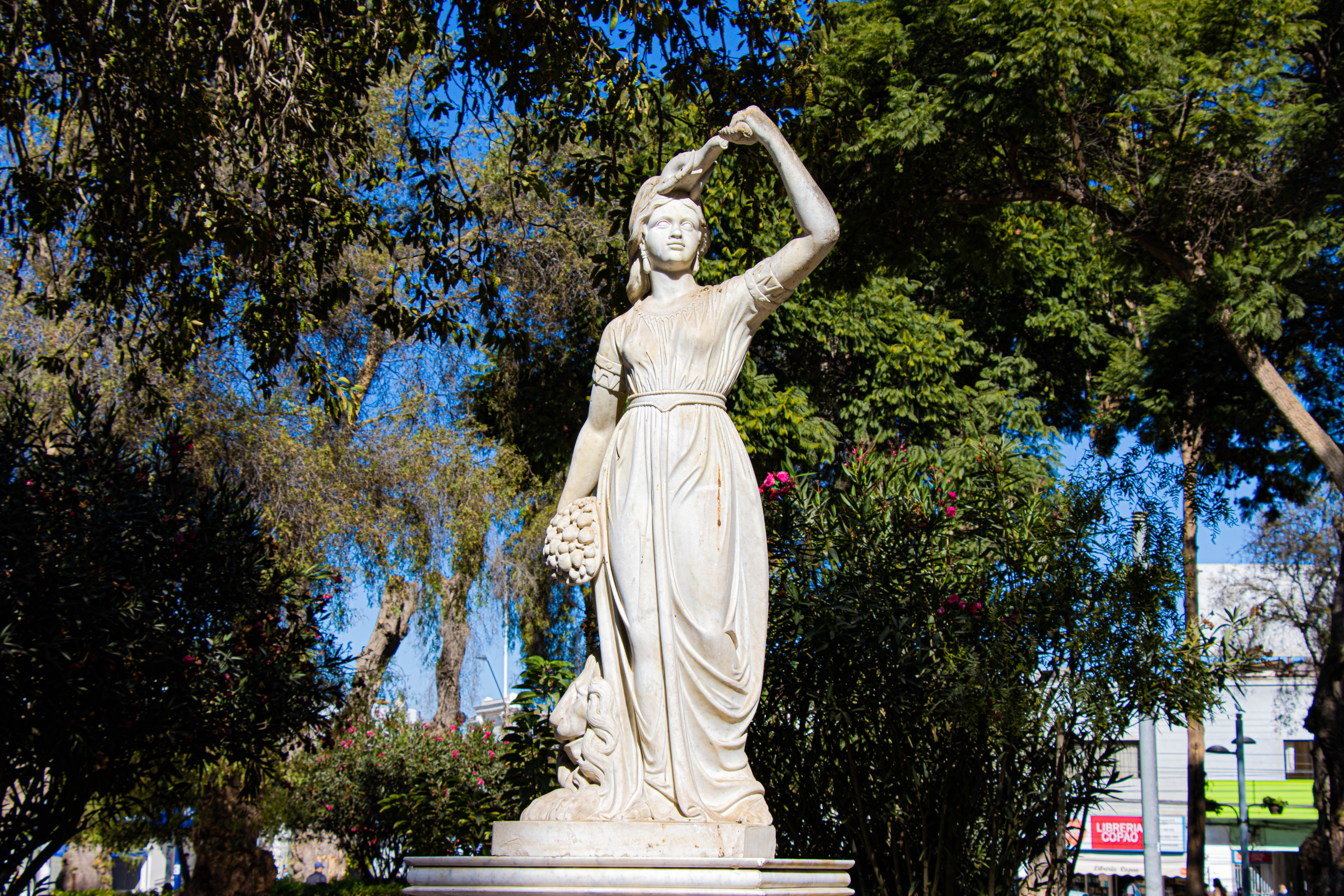
Monumento Africa
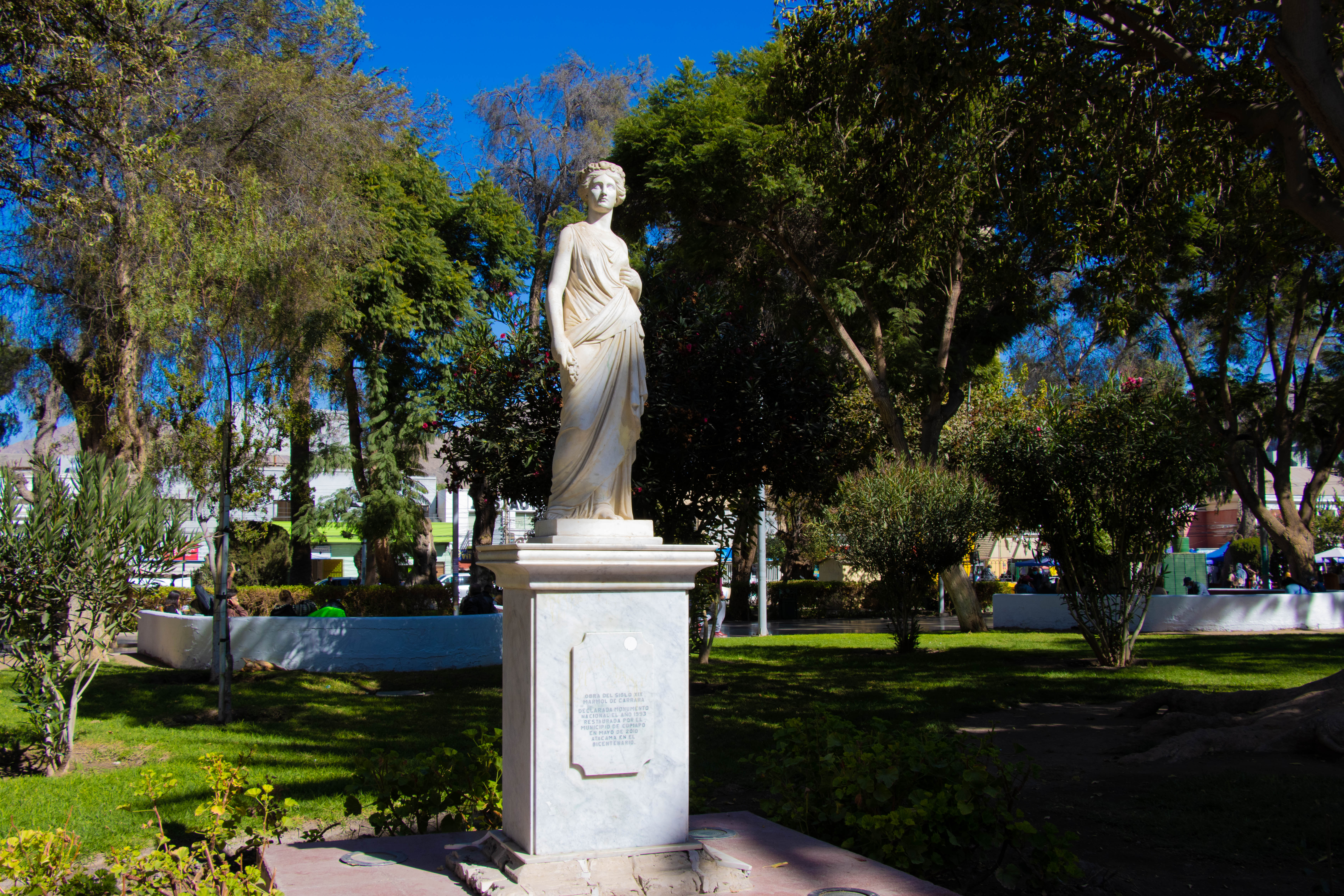
Monumento Africa
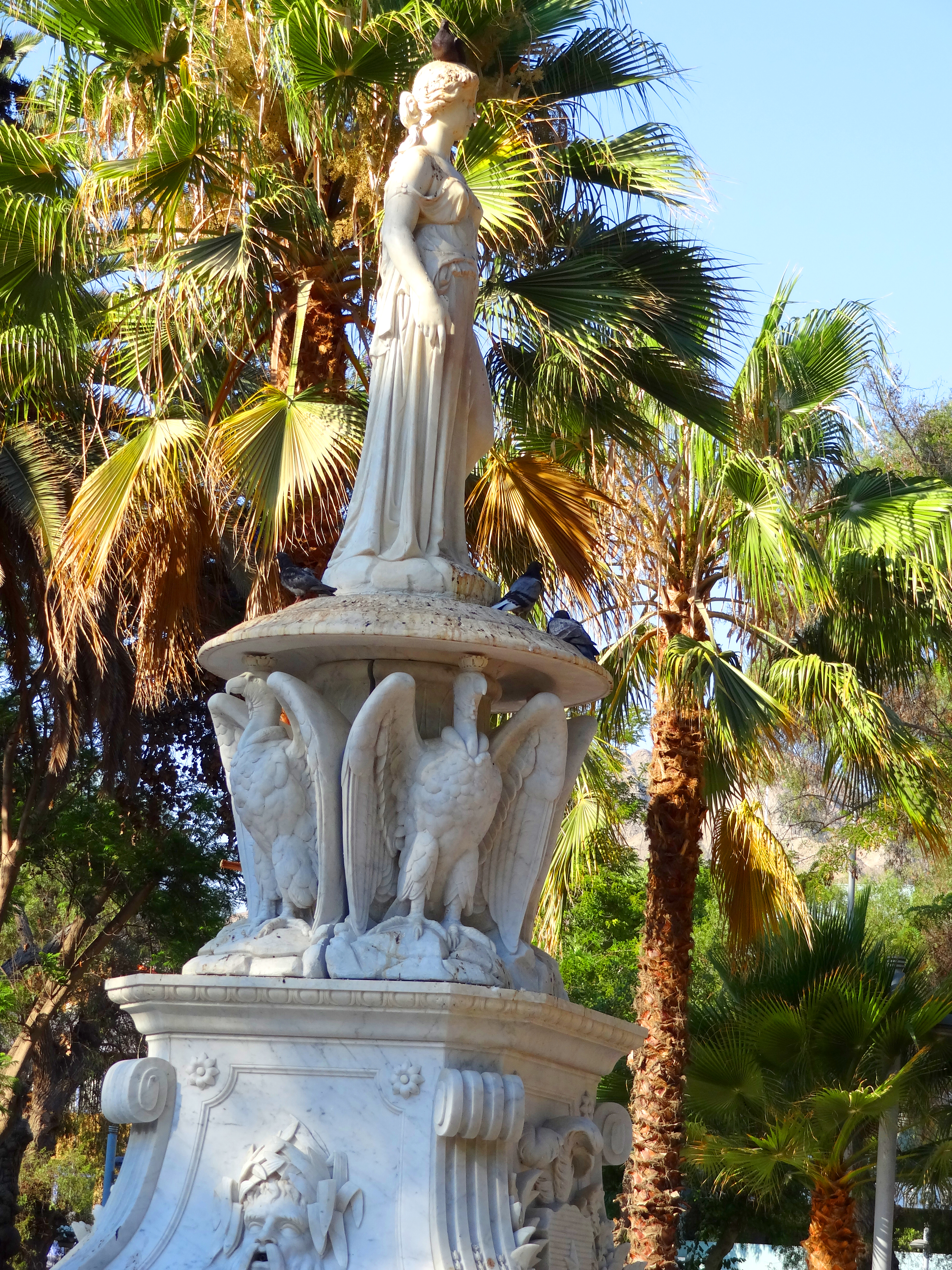
Estatua "Fontana de la Minería"